# Новое Авкиманово
Новое Авкиманово — деревня в составе  Андреевского сельского поселения Темниковского района Республики Мордовия.

## География
Находится на правобережье Мокши на расстоянии примерно 8 километров на восток от районного центра города Темников.

## История
Упоминается с 1931 года, когда она была учтена как деревня из 107 дворов, название по деревне Старое Авкиманово.

## Население
Постоянное население составляло 222 человека (мордва-мокша 97%) в 2002 году, 161 в 2010 году .